# Droga wojewódzka nr 446
Droga wojewódzka nr 446 (DW446) – dawna droga wojewódzka o długości około 100 metrów, leżąca na obszarze województwa dolnośląskiego, w powiecie wrocławskim. Trasa ta łączyła stację kolejową Długołęka z ulicą Wrocławską we wsi Długołęka.
Droga na całej długości pozbawiona została kategorii drogi wojewódzkiej na mocy uchwały Sejmiku Województwa Dolnośląskiego z 12 września 2019 roku.

## Miejscowości leżące przy trasie DW446
- Długołęka